# Peniocereus marianus
Peniocereus marianus är en kaktusväxtart som först beskrevs av Howard Scott Gentry, och fick sitt nu gällande namn av Sánchez-mej. Peniocereus marianus ingår i släktet Peniocereus och familjen kaktusväxter. Inga underarter finns listade i Catalogue of Life.